# 우리 사장님은 15살
《우리 사장님은 15살》(영어: Some Assembly Required)은 캐나다의 코미디 드라마이다. 캐나다 YTV 채널과 넷플릭스에서 2014년부터 방영중이며, 댄 시그너가 제작을 총괄했다.

## 시놉시스
자비스는 평범한 15세 소년이었으나, 결함 있는 화학 실험 키트로 인해 집이 폭발한 사건으로 장난감 회사 ‘닉낵 토이즈’를 상대로 소송을 제기한 후, 하루아침에 그 회사의 회장이 된다. 그는 회사를 운영하기 위해 자신의 고등학교에서 다양한 친구들을 모아 함께 일 하게 된다. 하지만 새로운 장난감을 개발하려고 할 때마다 일이 뜻대로 되지 않아 항상 무언가가 잘못되곤 한다.
에피소드가 끝나기 전에는 보통 해당 에피소드에서 소개되거나 발명된 '닉낵 토이즈'의 신제품 광고가 나오며, 회사의 마스코트인 P. 에버렛 닉낵이 등장해 시청자에게 “P는 (p로 시작하는 단어)의 약자입니다”라고 말하는 장면이 등장한다.

## 출연진
- 콜턴 스튜어트 - 자비스 레인스
- 찰리 스토윅 - 파이퍼 그레이
- 해리슨 후드 - 보위 셔먼
- 시드니 스코샤 - 제네바 헤이스
- 딜런 플레이페어 - 맬컴 "녹스" 녹스퍼드 3세
- 트래비스 터너 - 애스터 밴더버그
- 엘리 하비 - 캔디스 휠러

## Piper Gray
음악 만드는 것과 노래하는 것을 좋아한다. 쇼 내에서도

## Knoxford The III (녹스포드 3세)
친구들이나 주변 사람들은 짧게 녹스라고 부른다. 쇼 내에서도 거의 모든 부분에서 녹스라고 불렸다.
운동을 굉장히 좋아하는 캐릭터이다. 그래서 그런지 상당한 근육질 몸매를 가지고 있다. 특히 스케이트보드 타는것을 좋아하고 유명한 스케이트보더인 에릭 떤더의 엄청난 팬이다. 에릭 떤더의 옷브랜드인 에픽 떤더의 옷을 자주 입고 있는 모습이 나온다. 또한 무모하고 과감한 성격을 지녀서 그런지 롤러코스터트랙을 스키를 타고 내려오고, 헬멧을 거꾸로 쓰고 스케이트보드를 타고, 낙하산 없이 스카이다이빙을 하기도 했다.
성격이 긍정적이고 밝은 편이다. 파이퍼가 모든 일이 잘 풀리지 않는다고 토로하자, 그는 그저 "Eh, what are you gonna do" (뭐, 내가 뭘 할 수 있겠어) 라고 하며 가볍게 넘겨버리라고 조언한다. 실제로 그의 집에 불이났을 때도 이렇게 말하며 그냥 가볍게 웃으며 넘겨버리는 면모를 보였다.
굉장히 엉뚱하고 멍청한 캐릭터로 나온다. 글을 읽지 못하는 모습도 보이고, 다들 뭐 할지 생각하는데 아무 생각이 없는 모습을 보여주기도 했다. 그러나, 사실은 가장 똑똑한 캐릭터고 멍청한 연기를 하는게 아닐까 라는 추측도 나왔다. 그 근거로는 에스더가 그가 귀찮아 유니콘을 만들어오라는 말도 안되는 부탁을 하자, 말에 뿔 모형을 붙여서 유니콘이라고 속이는 걸 성공한다.
회사에서는 새로운 장난감들이 안전한지 테스트하는 역할이다. 말 그대로 장난감으로 놀아보고, 이상이 없는지 확인한다. 그리고 회사에서 중요한 일에 참여시키기 싫은지 시간 때울 수 있는 쓸데없는 직무를 부여 하기도 하는데, 한 번은 건물 사이즈가 줄고있는지 줄자로 하나하나 재보라는 업무를 받기도 한다.
이름에서 알 수 있듯이 재벌 3세 캐릭터이다. 실제로 아버지가 큰 기업의 회장이고, 그가 일하고 있는 닉낵 장난감 회사에 방문하기도 했었다. (Tinosaur 에피소드에서 나온다). 아버지가 상당히 엄격한지 아버지가 온다고 하자 급하게 자신이 입고 있던 나시와 반바지를 양복으로 갈아입고, 길게 늘어트렸던 머리도 단정하게 묶는 모습을 보여줬다.

## 그 외 캐릭터들

### Adelaide (아델레이드)
캔디스가 갑자기 법키스부인의 어린시절 사진이 필요하자, 그걸 빌미로 보육원에 있던 아이들을 초청해 법키스 부인과 가장 닮은 아이를 찾았는데, 그 아이가 바로 아델레이드였다. 그 이후 정이 들어 캔디스가 직접 입양을 하게된다. 캔디스과 비슷한 속셈이 많고 눈치가 빠른 성격을 지녀 단숨에 캔디스가 법키스 부인이라는 사실을 알아낸다.

### Chase Runner (체이스 러너)
유명한 영화배우이다. 닉낵의 장난감 중 하나인 Rainbow Bunny (무지개 토끼) 팬클럽의 회장이며 1년에 1000개 정도 구매한다. 대머리인 외모부터 말투까지 The rock을 오마주 한 듯하다. 시즌 2에서는 파산 했는지 캠핑카에 살고 있다고 소개하기도 했다.

### Suares (수아레스)
미스카테니아 출신이다. 예쁜 외모로 녹스와 보위가 뿅가게 만들었다.

### Mr.Gournisht (고르니슈트 아저씨)
미스카테니아 출신이다. 직업이 정확히 밝혀진 적은 없지만 다양한 일들을 하는 것으로 보인다. 우주비행을 하기도하고, 양을 부를 줄도 알고, 미스카테니아 군대에도 있었다고 한다. 멋있는 외모덕에 법키스부인(캔디스)가 사랑에 빠졌었다.

### Isabelle (이사벨)
<Just like a baby> 에피소드에 등장했던 인물이다. 현직모델로 예쁜 외모와 몸매를 지니고 있고 아기를 좋아하기에 보위와 녹스가 아기 장난감을 이용해 그녀를 유혹하려고 했다.

### Felix (필릭스)
Helpline volunteer에 대표이다. 이 서비스에서 일 하고 있던 파이퍼에게 먼저 다가왔다. 파이퍼와 사귀다가 그녀가 필릭스가 진행하고 있는 요상한 봉사들을 부담스러워해 헤어지게 된다. (양들에게 밥주는 봉사, 바다사자들을 위한 집짓기 봉사 등등) 헤어질 때 자신을 양들에게 줄 밥이 있다며 외롭지 않다고 말하기도한다.

### Nigel (나이젤)
닉낵에서 일하던 직원이였다. 캔디스에게 회사를 뺏기지 않기위해 직원 한 명을 무조건 해고 해야만 했는데, 이 때 나이젤이 해고되었다. 자비스에 따르면 하루종일 핀볼 게임만해서 그를 선택했다고 한다. 해고 후 그의 꿈의 직장인 오락실에 취직 했다. 대사가 한 마디도 없는 캐릭터이다.

## 음악
쇼 내에서는 꽤 많은 음악 들이 나오지만 그 어느것도 음반으로 발매되지 않았다. (아래 노래들은 공식적인 제목이 아니고 임의의 제목을 정했다. 가수는 부른 사람의 이름이다.)

### <Here we go> - Jarvis Raines
사실상 쇼의 정체성이라 할 수 있는 노래이다. 모든 에피소드의 인트로로써 등장한다. 

### <Jarvis> - Piper Gray
시즌 1 3화 <Pants full of ants>에 나오는 노래이다. 파이퍼가 자비스를 좋아하는 마음을 담아 몰래 회사 옥상에 클럽을 차려 부른 노래이다.

### <Next Angie> - Jarvis Raines
시즌 1 8화 <Angie>에 나오는 노래이다. 다음 Angie의 모델을 뽑는 대회 할 때 부른 노래이다.

### <Unwanted girl> - piper Gray
시즌 2 <Cardboard box에 나오는 노래이다.

### <Run in the wild> - Piper Gray
시즌 3 5화 <Betty the builder>에 나오는 노래이다. 

### <Beauty queen> - Jarvis Raines
시즌 3 7화 <Unicorpse>에 나오는 노래이다. 자비스가 파이퍼가 얼마나 아름다운지에 대해 담은 노래이다

### <Love is a carrot nose> - Esther venderburg / Mrs.Bubkus
시즌 3 8화 <Microphony>에 나오는 노래이다. 에스더가 자신의 최애 영화 freezen에 나오는 노래들을 커버하기 위해 법키스 부인과 듀엣을했다. 이 노래는 겨울왕국에 나오는 <Love is an open door>을 대놓고 패러디 하였다.

### <Do you wanna buy a beach ball> - Geneva heize / Esther venderburg
시즌 3  8화 <Microphony>에 나오는 노래이다. 이번엔 비치볼 장사꾼으로 나온 제네바가 노래를 부른다. 그러자 에스더는 비치볼 필요없고 눈사람과 놀겠다고 노래한다. 이 노래는 겨울왕국의 <Do you want to build a snowman>을 패러디 하였다.

## 여담
- 배우들 사이 나이차이가 나는 편이다. 가장 어린 자비스와 파이퍼의 배우들은 촬영 당시 15살이였던 반면, 에스더는 28살로 13이나 차이가 났다. 동갑으로 연출 됐다는게 신기할 정도다. (그 외 보위 17살, 제네바 18살, 녹스 23살, 캔디스/법키스 부인 50세 였다.)
- 당시 성장기였던 자비스를 연기한 콘튼 스튜어트는 시즌이 진행 될수록 변성기도 오고 키도 크고 얼굴도 점점 성숙해지기도 했다.

- 가끔씩 촬영 후 쇼의 팬들을 촬영장에 불러 구경시켜주고 배우들과 인사 할 수 있는 Some assembly Live를 진행했었다. 공식 인스타그램에 영상들이 올라와 있다.
- 대사들이 번역하기 상당히 까다로운 Pun (언어유희) 들로 꽉 차있어 번역가들이 곤욕을 치렀을 거라고 예상된다. 그래서 다른언어로 보는 것보다 영어로 시청하는 것이 더 흥미롭다는 평가가 있다.
- 크게 흥행을 성공하지는 못했지만, 매니아 층이 꽤나 두터운 쇼이다.
- 원래 넷플릭스에 시즌 1과2 가 있었지만, 현재는 계약이 종료돼 전세계 넷플릭스에서 찾아 볼 수 없는 상태이다. 유튜브에 한 유저가 올린 시즌 1과 2의 모든 에피소드들이 올라와 있었지만, 저작권 문제로 인해 전부 삭제된 상태이다. 그러나 최근 다른 유저가 시즌 2 에피소드들을 전부 업로드 했다. 시즌 3의 모든 에피소드들은 공식적으로 제작사 Thunderbird Entertainment 가 자신의 유튜브 채널에 업로드 했다. 이는 시즌 3가 넷플릭스에 승인을 받지 못해서 그런 것일거라 추측된다.